# Adrien Proust
Adrien Proust (Illiers, 18 de marzo de 1834-París, 1903) fue un médico francés, conocido por su labor profesional y política durante la Tercera República y por ser el padre del escritor Marcel Proust.

## Biografía
Proust nace dentro de una familia de clase media, propietaria de una droguería. En la década de 1850, sin embargo, ya es un estudiante de Medicina instalado en París, donde se doctora en 1862 con una tesis dedicada al neumotórax espontáneo idiopático. Su carrera profesional, a partir de entonces, habría de desarrollarse entre el hospital Hôtel-Dieu de la Isla de la Ciudad (el más antiguo de París, fundado en 651) la Facultad de Medicina de la Sorbona y la Administración Pública, que le confió varios comisionados en previsión de la peste y el cólera. En 1869, fue enviado en una misión a Rusia y Persia para conducir estudios sobre el cólera; viaje donde, también visita Atenas, Constantinopla, Messina y varias localidades en Alemania.
Gabriel García Márquez, en su novela El amor en los tiempos del cólera cita a Proust como "el mejor epidemiólogo de su tiempo".
Proust se casó en 1870 con Jeanne Weil, la hija de un notable agente de bolsa y la nieta de un ministro de justicia. La pareja tuvo dos hijos, Marcel (nacido en 1871) y Robert (nacido en 1873, también médico y editor de la correspondencia de su hermano). Marcel retrató después en En busca del tiempo perdido a su padre como a un hombre preocupado y severo, contrario, en principio, a la decisión de su hijo de dedicarse a la literatura.

## Obra publicada
Con el neurólogo Gilbert Ballet fue autor del importante texto sobre neurastenia L'hygiène du neurasthénique (1900). Traducido al inglés y publicado como "The treatment of neurasthenia" (1903). Otras publicaciones:
- Des différentes formes de ramollissement du cerveau. 1862

- De l'aphasie. 1872

- La défense de l'Europe contre le choléra. 1873

- Essai sur l'hygiène internationale, ses applications contre la peste, la fièvre jaune et le choléra asiatique. 1873

- Traité d'hygiène publique et privée, 1877.

- La défense de l'Europe contre le choléra, 1892.

- La défense de l'Europe contre la peste, 1897.[3][4]

## Literatura
- Robert Le Masle. Le professeur Adrien Proust (1834-1903), Paris 1936
- Daniel Panzac. Le docteur Adrien Proust: père méconnu, précurseur oublié, Paris 2003
- Anson Rabinbach. Motor Mensch. Kraft, Ermüdung und die Ursprünge der Moderne, Viena 2001, presentado y discutido en p. 186-193.